# Gertrude Michael
Lillian Gertrude Michael (* 1. Juni 1911 in Talladega, Alabama; † 31. Dezember 1964 in Beverly Hills, Kalifornien) war eine US-amerikanische Schauspielerin.

## Leben
Michael wuchs in Alabama auf und schloss im Alter von 14 Jahren die Highschool ab. Im Jugendalter spielte sie Klavier und Orgel, auch begann sie in regionalen Theaterproduktionen aufzutreten. Schließlich kam sie zu ersten Radioauftritten und wurde Theaterschauspielerin in New York. 1931 und 1932 spielte sie in zwei Produktionen am Broadway. Danach wechselte sie zur Filmindustrie nach Hollywood und gab 1932 in Wayward als Verlobte von Richard Arlens Figur ihr Kinodebüt.
In den ersten Jahren ihrer Filmkarriere arbeitete die Blondine hauptsächlich für Paramount Pictures und kam schnell zu Prominenz.  1933 verkörperte sie in der Komödie Ich bin kein Engel die arrogante Gegenspielerin von Mae West. In dem folgenden Jahr sang sie in Murder at the Vanities, einem der letzten Pre-Code-Filme, mit Sweet Marijuana eine Hymne auf den Genuss von Cannabis. Zu einer ihrer bekanntesten Rollen wurde die charmante Juwelendiebin Sophie Long, die sie in den Kriminalfilmen Sophie kann’s nicht lassen (1934), The Return of Sophie Lang (1936) und Sophie Lang Goes West (1937) darstellte. Mitte der 1930er-Jahre wurde sie zeitweise als legitime Nachfolgerin des 1920er-Jahre-Filmstars Bebe Daniels in der Darstellung von abenteuerlustigen Frauenfiguren in Hollywood gesehen. Ihre hoffnungsvoll gestartete Karriere verlor allerdings an Fahrt und ab den späten 1930er-Jahren kam sie fast nur noch in B-Filmen zum Einsatz. Neben solchen B-Movies kehrte sie auch immer wieder zum Theater zurück.
Später kam sie zu einigen Nebenrollen in A-Produktionen, etwa Die Straße der Erfolgreichen (1949) mit Joan Crawford sowie Frauengefängnis mit Eleanor Parker. In den 1950er-Jahren verlegte sie ihren Schwerpunkt von Kinofilmen auf Fernsehserien, als das Medium Fernsehen an Popularität gewonnen hatte. Insgesamt umfasst ihr filmisches Schaffen über 80 Film- und Fernsehproduktionen zwischen 1932 und 1963. Michael war nie verheiratet und hatte keine Kinder, ihr wurden aber Affären oder Beziehungen mit u. a. Rouben Mamoulian, George Gershwin, Buster Crabbe und John Davis Lodge nachgesagt. Der Kriminalschriftsteller Paul Cain verarbeitete seine Beziehung mit Michaels in dem Roman Fast One (1936). In dem Roman zeichnet Cain das Bild einer alkoholkranken Geliebten – Gertrude Michael hatte offenbar Alkoholprobleme, die sich auch negativ auf den Verlauf ihrer Hollywood-Karriere ausgewirkt haben sollen.
Sie starb an Silvester 1964 im Alter von 53 Jahren und wurde im Chapel Of The Pines Crematory in Los Angeles beigesetzt.

## Filmografie (Auswahl)
- 1932: Wayward
- 1933: Alles für das Kind (A Bedtime Story)
- 1933: Ann Vickers
- 1933: Ich bin kein Engel (I’m No Angel)
- 1933: Wiegenlied (Cradle Song)
- 1934: Search for Beauty
- 1934: Bolero
- 1934: George White’s Scandals
- 1934: Das Phantom der Revue (Murder at the Vanities)
- 1934: Sophie kann’s nicht lassen (The Notorious Sophie Lang)
- 1934: Cleopatra
- 1935: Das letzte Fort (The Last Outpost)
- 1936: Nach Mexiko verschleppt (Woman Trap)
- 1936: Um den Krügerdiamanten (The Return of Sophie Lang)
- 1937: Sophie Lang Goes West
- 1937: Mr. Dodd Takes the Air
- 1940: The Farmer’s Daughter
- 1943: Behind Prison Walls
- 1945: Club Havana
- 1948: Ich heirate dich doch (That Wonderful Urge)
- 1949: Die Straße der Erfolgreichen (Flamingo Road)
- 1950: Frauengefängnis (Caged)
- 1951: The Last Half Hour: The Mayerling Story (Fernsehfilm)
- 1952: Die schwarzen Reiter von Dakota (Bugles in the Afternoon)
- 1953: Unschuldig gejagt (No Escape)
- 1955: Revolte im Frauenzuchthaus (Women’s Prison)
- 1958: Perry Mason (Fernsehserie, Folge 1x17)
- 1961: The Continental Twist
- 1961: Der Außenseiter (The Outsider)
- 1963: Day in Court (Fernsehserie, eine Folge)